# Jay Bromley
Jayson Craig Bromley, Jr (* 28. Mai 1992 in New York City, New York) ist ein ehemaliger US-amerikanischer American-Football-Spieler. Er spielte für die New York Giants und die New Orleans Saints in der National Football League (NFL) auf der Position des Defensive Tackle.

## College
Bromley wurde in ein äußerst schwieriges familiäres Umfeld geboren. Als Sohn einer Crackabhängigen kam er bereits drogensüchtig zur Welt. Nur wenige Monate später wurde sein Vater, ein Zuhälter, wegen Mordes verurteilt. Bromley wurde so von seiner Tante und seinem Onkel großgezogen. Nachdem keine Hochschule Interesse an ihm gezeigt hatte, kam er zunächst als Walk-on an der Stony Brook University unter. Erst als er bei einem jährlich stattfindenden Auswahlspiel brillieren konnte, bei dem die besten Nachwuchsspieler New York Citys und Long Islands aufeinander trafen, machte er auf sich aufmerksam und erhielt ein Stipendium von der Syracuse University.
Er spielte vier Jahre lang für deren Team, die Syracuse Orange, College Football, wobei er nicht nur 120 Tackles setzen konnte, sondern ihm gelangen auch 13 Sacks.

## NFL

### New York Giants
Beim NFL Draft 2014 wurde er in der dritten Runde als insgesamt 74. von den New York Giants ausgewählt. In seiner Rookie-Saison wurde Bromley nur in acht Spielen aufgeboten. Er kam als Ersatz-Tackle bzw. in den Special Teams zum Einsatz. Abgesehen von vier Spielen 2015, in denen er als Starter auflief, kam er bislang über die Rolle des Reservisten nicht hinaus. In 55 Partien für die Giants konnte er so aber immerhin 76 Tackles setzen und 2,0 Sacks erzielen.

### New Orleans Saints
Im Mai 2018 nahm er zur Probe an einem dreitägigen Trainingscamp der New Orleans Saints teil. Bromley konnte dabei überzeugen und wurde unter Vertrag genommen. Kurz vor Beginn der Regular Season wurde er allerdings bereits wieder entlassen. Mitte September wurde er erneut verpflichtet, absolvierte ein Spiel, wurde wieder entlassen, um Mitte Oktober erneut unter Vertrag genommen zu werden.

### San Francisco 49ers
Am 3. August 2019 unterschrieb Bromley einen neuen Vertrag bei den San Francisco 49ers, wurde aber noch vor Beginn
der Regular Season wieder entlassen.

## XFL
Im Oktober 2019 wurde er von den DC Defenders für die wieder gegründete Profiliga XFL gedraftet. Da die Liga den Betrieb am 10. April 2020 aufgrund der weltweiten COVID-19-Pandemie einstellte, wurde sein Vertrag ebenfalls aufgelöst.